# Paratanytarsus brevicalcar
Paratanytarsus brevicalcar är en tvåvingeart som först beskrevs av Jean-Jacques Kieffer 1909.  Paratanytarsus brevicalcar ingår i släktet Paratanytarsus och familjen fjädermyggor.
Artens utbredningsområde är Tyskland. Inga underarter finns listade i Catalogue of Life.